# Бойко Яким Омелянович
Яки́м Омел́янович Бо́йко (1757 — 4 жовтня (16 жовтня) 1833, с. Моринці) — селянин села Моринців, кріпак Павла Енгельгардта. Дід Тараса Шевченка по його матері.

## Походження та родина
Яким Бойко народився в середині XVIII століття. Його батька звали — Омеляном, що підтверджено архівними документами. У 1770-х роках він одружився з Параскевою Іванівною, у шлюбі з якою мав семеро дітей:
- Варвара (1774 р.н.);
- Мотрона (1779 р.н.);
- Дарія (1781 р.н.);
- Катерина (1785 р.н.) — мати Тараса Шевченка;
- Павло (1788 р.н.);
- Євдокія (1793 р.н.);
- Ганна (1796 р.н.).

Після смерті дружини Параскеви Яким у 1813 році одружився вдруге з вдовою Меланією Євтушковою (1769 — >1822) з села Майданівка.
Яким Омелянович Бойко помер в с. Моринці 4 жовтня (за ст. ст.) 1833 року у віці 76 років. Запис про його смерть міститься в метричній книзі села Моринці за 1833 рік. Могила Якима Бойка, як і саме кладовище, не збереглася.

## Господарство та майновий стан
Згідно з інвентарем села Моринці за 1796 рік, Яким Бойко належав до тяглових селян, мав у господарстві два воли, 34 колоди бджіл, вирощував жито, ячмінь та овес. Його родина сплачувала чинш грошима, натурою та виконувала панщину. Такий обсяг господарства свідчить про заможність і працьовитість Якима Бойка.

## Легенда про карпатське походження
Існувала легенда, що дід Тараса — Яким Бойко — був вихідцем із Карпат. Письменник Степан Пушик у своїй книзі «Славетний предок Кобзаря» (2001) припускав, що прадід Шевченка Іван Бойко був опришком, товаришем Олекси Довбуша, і міг брати участь у Коліївщині 1768 року.
Однак, згідно з архівними документами, Яким був сином Омеляна Бойка, а не Івана, і не був єдиним Бойком у Моринцях. У селі також проживали його брати Іван та, ймовірно, Сава, що спростовує версію про карпатське походження.

## Цікаві факти
- Після смерті батьків Тараса Шевченка його наймолодшого брата Йосипа забрав на виховання до себе дід Яким Бойко з дружиною Меланією.
- Гілка роду Якима Омеляновича закінчилася по чоловічий лінії після смерті 21.07.(02.08.) 1850 р. його єдиного сина Павла, який своїх дітей не мав.
- В 1811 році батьки Тараса Шевченка переселилися з с. Кирилівки до хати Федора Копія в с. Моринці, яка знаходилася неподалік від двору Якима Бойка. Там і народився, згідно з архівними документами, Тарас Шевченко.
- В своїй автобіографії Тарас Шевченко зазначив, що він народився не в с. Моринці, а в с. Кирилівка.
- Після повернення батьків у Кирилівку Шевченко не раз відвідував діда в Моринцях.

## Двір Якима Бойка— Моринський музейний комплекс
Хата Якима Бойка стояла до 1918. Потім на тому місці було покладено камінь з меморіальним написом, поряд стояв пам'ятник Тарасові Шевченкові.
У 1989 році в селі Моринці було відтворено дві хати, які тепер входять до складу Національного заповідника «Батьківщина Тараса Шевченка». Одна з них — це хата Якима Бойка, діда Тараса Шевченка по матері, де народилась Катерина — мати Тараса. Інша — це хата Копія, де жила сім'я Шевченків. Поруч з хатою Копія знаходиться дерев'яна надвірна комора, або клуня, яка була перенесена на це місце з Шевченкового. З дня побудови цієї клуні минуло вже більше ста років.